# Rialto (Olaszország)
Rialto (ligur nyelven Riôtu vagy Riâto) település Olaszországban, Liguria régióban, Savona megyében. Lakosainak száma 534 fő (2023. január 1.). Rialto Bormida, Calice Ligure, Magliolo, Osiglia, Tovo San Giacomo és Calizzano községekkel határos.

## Népesség
A település lakossága az elmúlt években az alábbi módon változott:
| Lakosok száma | 563  | 562  | 534  |
|               | 2017 | 2018 | 2023 |